# Épulis
Épulis (griego: ἐπουλίς; epulides plural) es cualquier quiste como agrandamiento (es decir, bulto) situado en la mucosa gingival o alveolar. La palabra significa literalmente "(crecimiento) en la encía", y describe solo la ubicación de la masa y no tiene más implicaciones sobre la naturaleza de la lesión. Hay tres tipos: fibromatoso, osificante y acantomatoso. El término relacionado parulis  se refiere a una masa de tejido de granulación inflamado en la apertura de un seno que drena en el alvéolo sobre (o cerca de) la raíz de un diente infectado. Otro término estrechamente relacionado es el agrandamiento gingival, que tiende a usarse cuando el agrandamiento es más generalizado en toda la encía que en una masa localizada.

## Épulis fissuratum
Se trata de una hiperplasia fibrosa de pliegues en exceso de tejido conectivo que se produce como reacción a un traumatismo crónico de una dentadura postiza mal ajustada. Suele ocurrir en el surco labial mandibular. El aspecto clínico de estas lesiones puede variar, desde mucosa eritematosa propensa al sangrado (manifestación de hiperemia), hasta lesiones de tejido conjuntivo más denso, de apariencia más pálida y firme. A veces, el término "epulis" se utiliza como sinónimo de epulis fissuratum, pero esto es técnicamente incorrecto ya que varias otras lesiones podrían describirse como epulides.
Esta afección generalmente afecta a pacientes de mediana edad y ancianos. Se produce cuando una dentadura postiza irrita la mucosa formando una úlcera. Con el tiempo, esta úlcera puede convertirse en un agrandamiento fibroepitelial alargado. Pueden desarrollarse varias capas.
El tratamiento de esta afección incluye recortar el reborde de la dentadura o las áreas que causan irritación de la mucosa. Si la modificación de la dentadura postiza no hace que la lesión disminuya de tamaño después de 2 a 3 semanas, se debe realizar una biopsia y un examen histológico de la inflamación.

## Granuloma piogénico
Este tipo de épulis no es piógeno ("productor de pus") ni un verdadero granuloma, pero es una lesión vascular. Aproximadamente el 75% de todos los granulomas piógenos ocurren en la encía. creciendo debajo del borde de la encía, 
aunque también pueden ocurrir en otras partes de la boca u otras partes del cuerpo (donde el término épulis es inapropiado). Se cree que esta lesión oral común es una reacción a un trauma recurrente o una respuesta a una infección inespecífica. Es más común en personas jóvenes y en mujeres, y aparece como una hinchazón nodular rojo-púrpura y sangra con facilidad. Las pequeñas lesiones pueden variar desde unos pocos milímetros hasta dos o tres centímetros. Las lesiones más grandes se pueden adherir a la encía con o sin tallo. Este tipo de epulis también es posible penetre interdentalmente y sea bilobular, es decir se presente bucal y lingualmente.

## Épulis del embarazo
También denominado "tumor del embarazo" o "granuloma gravidarum", esta lesión es idéntica a un granuloma piógeno en todos los aspectos, excepto por el hecho de que ocurre exclusivamente en mujeres embarazadas. Los cambios hormonales durante el embarazo provocan un aumento de la respuesta inflamatoria a la placa y otros irritantes, lo que a su vez provoca el desarrollo del épulis. También suele haber gingivitis del embarazo. El épulis del embarazo ocurre comúnmente durante el tercer trimestre del embarazo.

## Épulis fibroso
En los adultos, este tipo de épulis se caracteriza por ser una masa rosada firme que no está inflamada. Parece crecer desde debajo del borde gingival libre / papila interdental. Este épulis ocurre con mayor frecuencia en la encía cerca de la parte frontal de la boca entre dos dientes. Cuando la hiperplasia gingival se limita a un área de la mandíbula, es cuando se denomina épulis fibrosa, causada por un aumento del tejido colágeno con celularidad variable. Puede ser sésil o pediculado y está compuesto por tejido de granulación fibrosado. Los epúlidos fibrosos son firmes y gomosos, y de color rosa pálido. Con el tiempo, se puede formar hueso dentro de la lesión, momento en el que se puede utilizar el término fibroma osificante periférico (en algunas partes del mundo), a pesar de no tener relación con el fibroma osificante del hueso y no es un fibroma. Este tipo de épulis a menudo es indoloro, pero el dolor puede estar asociado debido a un trauma secundario, al cepillarse, usar hilo dental o masticar. El diagnóstico de un épulis fibroso se basa en primer lugar en las características clínicas. Existe una variedad de presentaciones comunes que incluyen: hinchazones indoloras, redondas y pediculadas, que rara vez exceden los 2 cm de diámetro, hinchazón a veces cerca de áreas de irritación, rara vez involucran encías adheridas y pueden ser rojas o pálidas. El diagnóstico se confirma mediante una biopsia por escisión.

## Épulis fibroide osificante
No confundir con fibroma osificante. Se trata de un épulis fibroso de larga duración en el que se ha comenzado a formar hueso. Se cree que los irritantes y los traumatismos causan el crecimiento. Los aparatos dentales, las restauraciones deficientes y la placa y los cálculos subgingivales son ejemplos de posibles causas. Se observa con mayor frecuencia en adultos jóvenes y adolescentes, pero puede ocurrir a cualquier edad, y la mayoría de los casos ocurren en mujeres.
Desde un punto de vista clínico, son sésiles o pediculados, típicamente ulcerados y eritema todos o son similares en color a la encía circundante suelen tener un tamaño <2 cm. El épulis fibroide osificante debe extirparse y examinarse para hacer un diagnóstico definitivo. Sin embargo, las recurrencias son comunes.

## Épulis de células grandes
Este épulis contiene células gigantes y generalmente se encuentra en el margen de la encía entre los dientes que son anteriores a los molares permanentes.: 317  El desarrollo de un épulis de células gigantes puede estar relacionado con la reciente pérdida de dientes de leche, extracción o trauma.: 319  La hinchazón es redonda, suave y comúnmente de color marrón o violáceo.: 317  También se denomina granuloma periférico de células gigantes. Los niños suelen verse afectados principalmente, y las mujeres se ven más afectadas que los hombres.
El diagnóstico de épulis de células gigantes generalmente requiere una biopsia y se deben tomar radiografías del área.